# Rodrigo Turin
Rodrigo Turin é um historiador brasileiro, professor associado da Escola de História da Universidade Federal do Estado do Rio de Janeiro, que dedica-se aos estudos da percepção do tempo na contemporaneidade.

## Formação
Formou-se historiador na Universidade Federal do Paraná, em 2002; mestre em história na Universidade Federal do Rio Grande do Sul, em 2005 e doutor em história na Universidade Federal do Rio de Janeiro, sob orientação do professor Manoel Luiz Salgado Guimarães, com um período de estudos na EHESS, sob orientação de François Hartog.

## Teoria
Para Turin, a contemporaneidade é marcada pela aceleração do tempo a partir da ascensão das novas tecnologias. Ao contrário do que ocorria dos séculos XVIII ao XX, o século XXI é marcado pelo esvaziamento da ideia de "progresso", que entregaria otimismo à perspectiva de futuro; pois o futuro da humanidade agora parece ser catastófico. Por conta disso, vemos na atualidade a ascensão também da nostalgia.
A aceleração também afeta a vida cotidiana, levando desafios às esferas política, econômica, o trabalho e a conformação das subjetividades. A rapidez com a qual o mundo se desenvolve acaba fazendo com que o sentimento de obsolescência aumente. As novas tecnologias ficam velhas rapidamente, exigindo das pessoas cada vez mais habilidades de adaptação ao mundo acelerado:
| “ | Não importa mais o “contexto” da informação ou sua dimensão narrativa, mas apenas a informação em si, atomizada, entendida como uma variável econômica. E pelo fato de as coisas estarem a toda hora mudando, como o mercado de trabalho e a tecnologia, surgem conceitos de movimentos como “flexibilidade”, orientado à adaptação constante a essas acelerações. | ” |

A pandemia de COVID-19 é outro fator que colabora para este sentimento. Em entrevista para o Jornal de Jundiaí, Turin afirmou:
| “ | As pessoas hoje têm dificuldade de fazer planos, de visualizar um futuro mais ou menos concreto. Mas é importante dizer que antes da pandemia já havia uma perda coletiva de rumo, uma desorientação do tempo. A aceleração cada vez maior da sociedade, das tecnologias, das formas de trabalho, já vinha produzindo uma estafa coletiva e um fechamento do futuro, importando cada vez mais apenas o presente imediato. Nossa sociedade tornou-se uma sociedade hiperacelerada, mas uma aceleração sem um sentido claro, como um trem-bala desgovernado. | ” |

Ao mesmo tempo em que temos dificuldade de planejar um futuro mais ou menos concreto e otimista, o passado assombra o presente. Discutimos um passado mal resolvido, como nos episódios de derrubadas de estátuas, ao passo que tentamos nos preparar para o futuro incerto do mundo "pós-pandemia". Estas seriam marcas da ação humanidade como agente geológico, período conhecido como Antropoceno.